# Paolo Yrizar
Paolo Yrizar Martín del Campo (Santiago de Querétaro, 6 agosto 1997) è un calciatore messicano, attaccante dell'Atlético Morelia.

## Caratteristiche tecniche
È un centravanti.

## Carriera

### Club
Ha giocato nella prima divisione messicana.

### Nazionale
Nel 2017 con la nazionale Under-20 messicana ha preso parte al Campionato nordamericano Under-20 ed al Mondiale Under-20.